# سیارک ۲۵۷۰۱
سیارک ۲۵۷۰۱ (به انگلیسی: 25701 Alexkeeler، نامگذاری:2000AE128)۲۵۷۰۱مین سیارک کشف شده‌است که در ۰۵ ژانویه ۲۰۰۰ کشف شد.